# لیمباخ بای نویدو
لیمباخ بای نویدو (به آلمانی: Limbach bei Neudau) یک منطقهٔ مسکونی در اتریش است که در هارتبرگ فورستنفلد واقع شده‌است. لیمباخ بای نویدو ۷٫۷۱ کیلومتر مربع مساحت دارد ۳۴۷ متر بالاتر از سطح دریا واقع شده‌است.